# Delphinium williamsii
Delphinium williamsii är en ranunkelväxtart som beskrevs av Philip Alexander Munz. Delphinium williamsii ingår i släktet storriddarsporrar, och familjen ranunkelväxter. Inga underarter finns listade i Catalogue of Life.